# Seznam československých vítězů světových pohárů
Seznam československých vítězů světových pohárů – vítězů v celkovém hodnocení světových pohárů, kteří reprezentovali Československo do roku 1992.

## Jednotlivci
| Světový pohár | Jméno | Sport | Disciplína | Kategorie / Pozice | Jednotlivé medaile |
| ------------- | ----- | ----- | ---------- | ------------------ | ------------------ |
|               |       |       |            |                    |                    |

## Družstva a štafety
| Světový pohár    | Jméno                                         | Sport      | Disciplína   | Kategorie / Pozice | Jednotlivé medaile |
| ---------------- | --------------------------------------------- | ---------- | ------------ | ------------------ | ------------------ |
| SP 1990          | Miroslav Šimek, J. Rohan                      | kanoistika | vodní slalom | C2                 |                    |
| SP 1990          | Jiří Rohan, M. Šimek                          | kanoistika | vodní slalom | C2                 |                    |
| SP 1991          | Miroslav Šimek, J. Rohan                      | kanoistika | vodní slalom | C2                 |                    |
| SP 1991          | Jiří Rohan, M. Šimek                          | kanoistika | vodní slalom | C2                 |                    |
| SP 1992          | Miroslav Šimek, J. Rohan                      | kanoistika | vodní slalom | C2                 |                    |
| SP 1992          | Jiří Rohan, M. Šimek                          | kanoistika | vodní slalom | C2                 |                    |
| SP družstev 1981 | Pavel Korda, I. Lendl, T. Šmíd, P. Složil     | tenis      | družstva     | —                  |                    |
| SP družstev 1981 | Ivan Lendl, P. Korda, T. Šmíd, P. Složil      | tenis      | družstva     | —                  |                    |
| SP družstev 1981 | Tomáš Šmíd, P. Korda, I. Lendl, P. Složil     | tenis      | družstva     | —                  |                    |
| SP družstev 1981 | Pavel Složil, P. Korda, I. Lendl, T. Šmíd     | tenis      | družstva     | —                  |                    |
| SP družstev 1987 | Tomáš Šmíd, M. Šrejber, M. Mečíř, F. Pála     | tenis      | družstva     | —                  |                    |
| SP družstev 1987 | Milan Šrejber, T. Šmíd, M. Mečíř, F. Pála     | tenis      | družstva     | —                  |                    |
| SP družstev 1987 | Miloslav Mečíř, T. Šmíd, M. Šrejber, F. Pála  | tenis      | družstva     | —                  |                    |
| SP družstev 1987 | František Pála, T. Šmíd, M. Šrejber, M. Mečíř | tenis      | družstva     | —                  |                    |